# Forêts mixtes d'altitude européennes et méditerranéennes

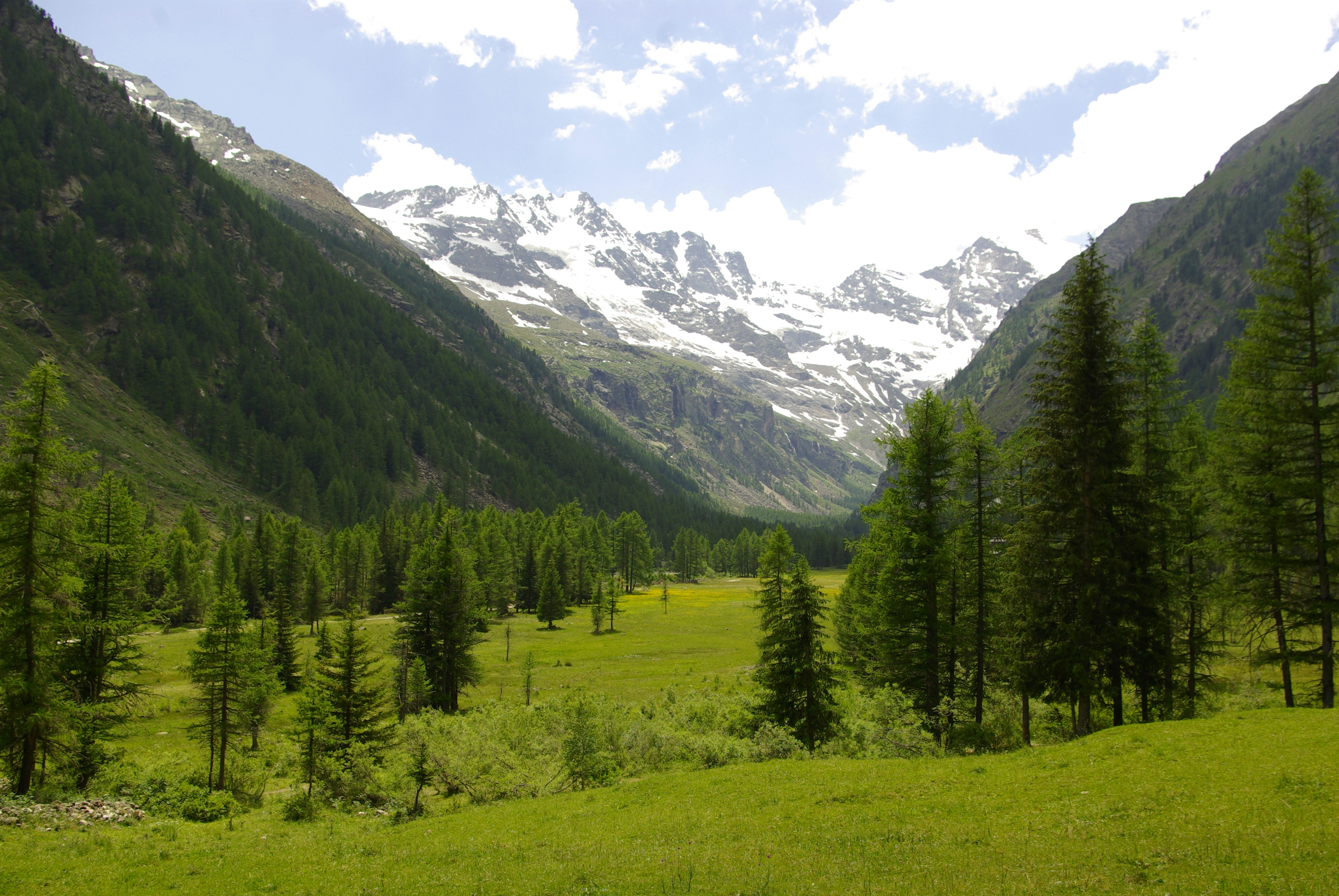
Vallée alpine du parc national du Grand-Paradis (Piémont) dans les forêts de conifères et mixtes des Alpes

Les forêts mixtes d'altitude européennes et méditerranéennes forment une région écologique identifiée par le Fonds mondial pour la nature (WWF) comme faisant partie de la liste « Global 200 », c'est-à-dire considérée comme exceptionnelle au niveau biologique et prioritaire en matière de conservation. Elle regroupe plusieurs écorégions terrestres montagneuses d'Europe méridionale :
- les forêts de conifères et mixtes des Alpes
- les forêts décidues d'altitude des Apennins
- les forêts d'altitude des Carpates
- le forêts subméditerranéennes de Crimée
- les forêts mixtes des Alpes dinariques
- les forêts de conifères et mixtes méditerranéennes
- les forêts de conifères et mixtes des Pyrénées
- les forêts mixtes d'altitude des Rhodopes